# Талеб Нематпур
Талеб Нематпур (перс. طالب نعمت‌پور; нар. 19 вересня 1984) — іранський борець греко-римського стилю, чемпіон світу, чемпіон та дворазовий призер чемпіонатів Азії, чемпіон Азійських ігор, триразовий переможець та дворазовий призер кубків світу.

## Життєпис
Боротьбою почав займатися з 2000 року. У 2012 році став чемпіоном світу серед студентів.
Виступав за борцівський клуб з Тегерану. Тренер — Шахаб Нематпур (його брат).
Наприкінці 2015 року організація Об'єднаний світ боротьби дискваліфікувала Талеба Нематпура довічно після невдалого проведення другого тесту на допінг. Перший тест дав позитивну реакцію на тренболон на чемпіонаті світу 23 травня 2014 року в Тегерані, і згодом його було дискваліфіковано на 2 роки.

## Спортивні результати на міжнародних змаганнях

### Виступи на Чемпіонатах світу
| Змагання                        | Збірна | Вагова категорія                 | Місце  |
| ------------------------------- | ------ | -------------------------------- | ------ |
| Чемпіонат світу з боротьби 2010 | Іран   | греко-римська боротьба, до 84 кг | 31     |
| Чемпіонат світу з боротьби 2013 | Іран   | греко-римська боротьба, до 84 кг | Золото |

### Виступи на Чемпіонатах Азії
| Змагання                       | Збірна | Вагова категорія                 | Місце  |
| ------------------------------ | ------ | -------------------------------- | ------ |
| Чемпіонат Азії з боротьби 2008 | Іран   | греко-римська боротьба, до 84 кг | Срібло |
| Чемпіонат Азії з боротьби 2009 | Іран   | греко-римська боротьба, до 84 кг | Золото |
| Чемпіонат Азії з боротьби 2013 | Іран   | греко-римська боротьба, до 84 кг | Бронза |

### Виступи на Азійських іграх
| Змагання           | Збірна | Вагова категорія                 | Місце  |
| ------------------ | ------ | -------------------------------- | ------ |
| Азійські ігри 2010 | Іран   | греко-римська боротьба, до 84 кг | Золото |

### Виступи на Кубках світу
| Змагання                    | Збірна | Вагова категорія                 | Місце  |
| --------------------------- | ------ | -------------------------------- | ------ |
| Кубок світу з боротьби 2008 | Іран   | греко-римська боротьба, до 84 кг | Срібло |
| Кубок світу з боротьби 2010 | Іран   | греко-римська боротьба, до 84 кг | Бронза |
| Кубок світу з боротьби 2011 | Іран   | греко-римська боротьба, до 84 кг | Золото |
| Кубок світу з боротьби 2012 | Іран   | греко-римська боротьба, до 84 кг | Золото |
| Кубок світу з боротьби 2014 | Іран   | греко-римська боротьба, до 85 кг | Золото |

### Виступи на інших змаганнях
| Змагання                                                     | Збірна | Вагова категорія                 | Місце  |
| ------------------------------------------------------------ | ------ | -------------------------------- | ------ |
| Кубок Ядегара Імама 2006                                     | Іран   | греко-римська боротьба, до 84 кг | 5      |
| Турнір Дана Колова — Николи Петрова 2007                     | Іран   | греко-римська боротьба, до 84 кг | Золото |
| Кубок Ядегара Імама 2009                                     | Іран   | греко-римська боротьба, до 84 кг | Золото |
| Кубок Ядегара Імама 2010                                     | Іран   | греко-римська боротьба, до 96 кг | 5      |
| Золотий Гран-прі з боротьби 2010 (Баку)                      | Іран   | греко-римська боротьба, до 84 кг | Золото |
| Золотий Гран-прі з боротьби 2011 (Баку)                      | Іран   | греко-римська боротьба, до 84 кг | 5      |
| Кубок Владислава Питласинські 2011                           | Іран   | греко-римська боротьба, до 84 кг | 9      |
| Олімпійський кваліфікаційний турнір з боротьби 2012 (Астана) | Іран   | греко-римська боротьба, до 84 кг | 5      |
| Чемпіонат світу з боротьби серед студентів 2012              | Іран   | греко-римська боротьба, до 84 кг | Золото |
| Золотий Гран-прі з боротьби 2014 (Сомбатгей)                 | Іран   | греко-римська боротьба, до 85 кг | Золото |